# ピアノ協奏曲第5番 (ヴィラ＝ロボス)

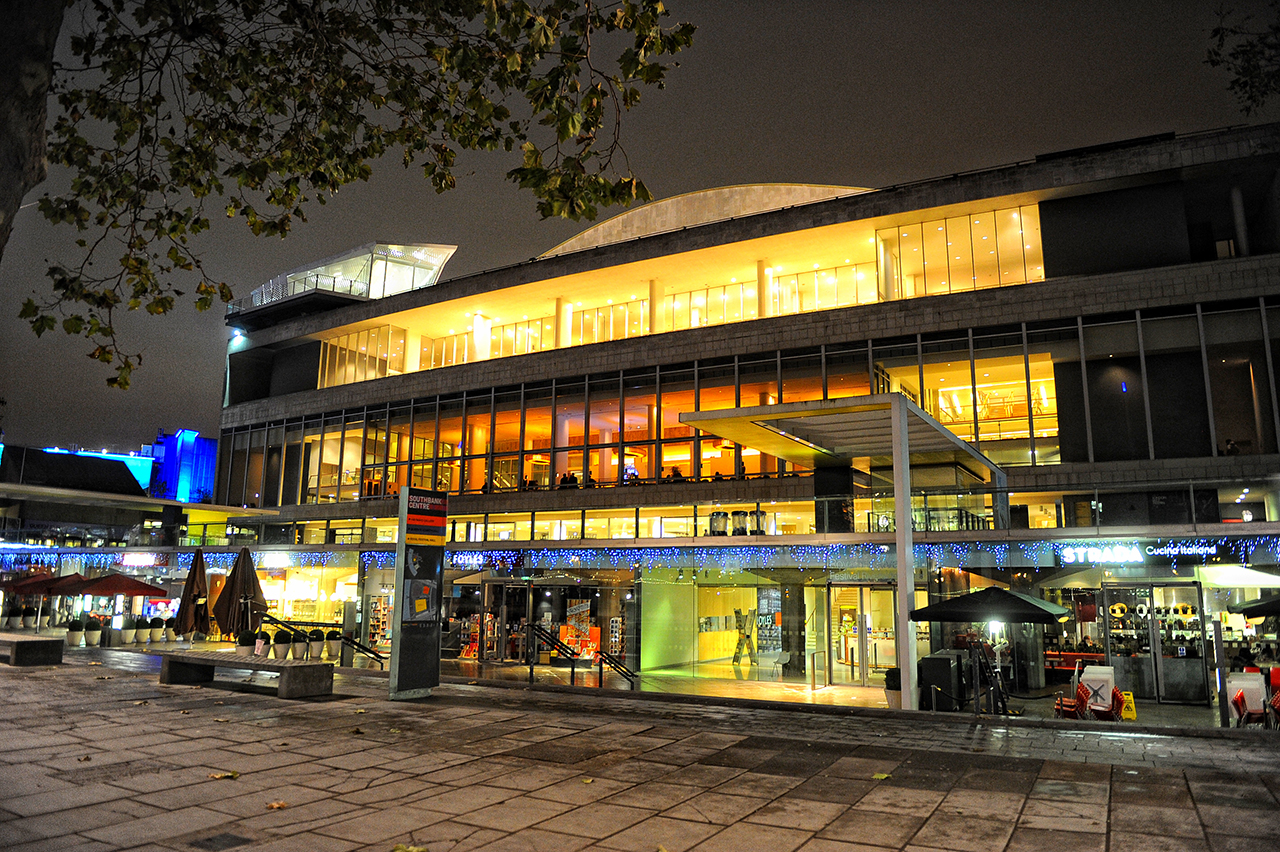
初演の会場となったロンドンのロイヤル・フェスティバル・ホール。

ピアノ協奏曲第5番 W521 は、エイトル・ヴィラ＝ロボスが1954年に作曲したピアノ協奏曲。作曲者自身の指揮による録音が残されている。

## 概要
本作は1954年にリオデジャネイロで作曲された。フェリシア・ブルメンタールの委嘱により書かれたものであり、曲は彼女に献呈された。ブルメンタールは1955年5月8日にロンドンのロイヤル・フェスティバル・ホールにおいて、ジャン・マルティノン指揮、ロンドン・フィルハーモニー管弦楽団の演奏で本作を初演している。作曲者との共演による録音はその翌年に行われた。ブルメンタールは以降も本作の普及に貢献し続けた。

## 楽器編成
ピアノ独奏、ピッコロ、フルート2、オーボエ2、コーラングレ、クラリネット2、バスクラリネット、ファゴット2、コントラファゴット、ホルン4、トランペット2、トロンボーン3、チューバ、ティンパニ、打楽器（バスドラム、シロフォン）、チェレスタ、ハープ、弦五部。

## 楽曲構成
本作は全4楽章で構成される。作曲者の自作自演盤の演奏時間は19分20秒。
1. Allegro non troppo
2. Poco adagio
3. Allegretto scherzando – Cadenza
4. Allegretto

第1楽章はソナタ形式を採用している。管弦楽の序奏が鏡像関係のモチーフを奏し、練習番号3から第1主題が提示される。これはイ短調で緩やかなワルツに類似しており、3/4拍子と6/8拍子が交代しながら進む。鏡像モチーフをピアノが奏する経過を経て、半音階的かつガーシュウィン風の第2主題が、嬰ト短調で練習番号11から現れる。練習番号15で第1主題が再現されると練習番号18からハ短調の第3主題が続き、提示部の終わりを迎える。

## 関連文献
- Anon. 1955. "New Piano Concerto by Villa-Lobos: An Emotional Work". The Times, Issue 53216 (10 May): 3.
- Appleby, David P. 2002. Heitor Villa-Lobos: A Life (1887–1959). Lanham, Maryland: Scarecrow Press. ISBN 978-0-8108-4149-9.
- Fortes Filho, Raimundo M. de Melo. 2004. "Concerto Para Piano e Orquestra n. 1 de Villa-Lobos: Um Estudo Analítico-Interpretativo". Masters thesis, Universidade Federal da Bahia.
- Johnson, Bret. 1992. "Villa-Lobos: Piano Concertos Nos. 1–5 by Cristina Ortiz, Miguel Gomez-Martinez". Tempo, New Series, No. 182, Russian Issue (September): 60–61.
- Mitchell, Donald. 1955. "London Music". The Musical Times 96, No. 1349 (July): 378–380
- Peppercorn, Lisa M. 1984. "Villa-Lobos's Commissioned Compositions". Tempo, New Series, No. 151 (December): 28–31.
- Porter, Andrew. 1955. "Villa-Lobos’s Piano Concerto No. 5". London Musical Events 10, no. ?6.